# Maciej Urbańczyk
Maciej Urbańczyk (ur. 2 kwietnia 1995 w Mikołowie) – polski piłkarz występujący na pozycji pomocnika w polskim klubie Hutnik Kraków. Wychowanek Ruchu Chorzów.